# 2012년 대한민국 화물연대 총 파업
2012년 대한민국 화물연대 총 파업은 2012년 6월 25일부터 시작된 대한민국의 화물연대소속 화물 운송 차량 차주들에 의해 진행된 노동 파업이다.
민주노총 공공운수노조 화물연대본부는 2012년 6월 24일부터 출정식을 갖고 6월 25일 오전 7시를 기해 무기한 총파업에 돌입했다. 표준운임제 법제화, 차주 운임 30% 인상 및 면세유 지급, 노동기본권 보장, 산재보험 전면 적용 등을 요구하였다.